# Marina Berti
Marina Berti, verkligt namn Elena Maureen Bertolini, född 29 september 1924 i London, död 29 oktober 2002, var en engelsk-italiensk skådespelare. Hon flyttade till Italien 1936 och arbetade inom radio innan hon filmdebuterade 1941. Hon gifte sig med skådespelaren och regissören Claudio Gora 1944. Berti gjorde främst biroller men även en del huvudroller. Utöver karriären i Italien medverkade hon i några amerikanska filmer, som Quo Vadis och Ben-Hur. Hon tilldelades Nastro d'argento för bästa kvinnliga biroll 1972 för La Califfa.

## Filmografi i urval
- Divieto di sosta (1941)
- La fuggitiva (1941)
- Giacomo l'idealista (1943)
- La storia di una capinera (1943)
- La donna della montagna (1944)
- I dieci comandamenti (1945)
- La porta del cielo (1945)
- Sinfonia fatale (1947)
- Äga eller inte (1947)
- Vespro siciliano (1949)
- Quo Vadis (1951)
- La colpa di una madre (1952)
- Febbre di vivere (1953)
- Casta diva (1954)
- Kungens musketörer (1954)
- Ben-Hur (1959)
- Madame Sans-Gêne – tvätterskan som blev hertiginna (1961)
- Cleopatra (1963)
- Heja Italien (1965)
- Skjut först, främling (1967)
- Odissea (1968)
- La Califfa (1970)
- Cran d'arrêt (1970)
- Moses (1975)
- Baddare till badare (1976)
- Jesus från Nasaret (1977)
- La mossa del cavallo (1977